# Divisione No. 11 (Manitoba)
La Divisione No. 11, o Winnipeg (parte della Winnipeg Capital Region) è una divisione censuaria del Manitoba, Canada di 636.177 abitanti, che comprende il capoluogo provinciale.

## Comunità
- Headingley
- Winnipeg